# مامادي دومبوي
مامادي دومبوي عسكري غيني وعضو مجموعة القوات الخاصة للجيش الغيني منذ عام 2018، وهو سياسي غيني تولى رئاسة غينيا اعتبارًا من 5 سبتمبر 2021 إثر انقلاب ضد الرئيس ألفا كوندي في عام 2021. وهو المحرض على الانقلاب.
وُلد في إقليم كانكان وذو أصل ماندينغي، تخرج من سومور في إطار التعاون بين فرنسا والدول الأفريقية الشريكة لتدريب الضباط. كان ضمن الفيلق الأجنبي الفرنسي حتى عام 2018، ليعود إلى غينيا لقيادة مجموعة القوات الخاصة (GPS)، وهي وحدة النخبة في الجيش الغيني. خلال عام 2021، حاول هذا أن يجعل مجموعة القوات الخاصة أقل اعتمادًا على وزارة الدفاع الوطني، الأمر الذي أثار الشكوك حول القوة الغينية وانتشار شائعات عن اعتقاله.
في 5 سبتمبر 2021، قاد انقلابا وأعلن اعتقال رئيس الجمهورية ألفا كوندي، وتعليق العمل بالدستور والحكومة، وكذلك إغلاق الحدود. مستشهداً بـ «الوضع الاجتماعي والسياسي والاقتصادي للبلاد، والخلل في المؤسسات الجمهورية، واستخدام العدالة كأداة، وسحق حقوق المواطنين»، أعلن إنشاء لجنة وطنية للتجمع والتنمية (CNRD) ودعا العسكريين للبقاء في الثكنات.